# Cortes de Madrid
Cortes de Madrid es la denominación historiográfica para las distintas reuniones de las Cortes de Castilla que tuvieron lugar en la ciudad de Madrid.
Convocar Cortes en Madrid fue considerado conveniente desde el punto de vista de las comunicaciones, por su posición central en la Meseta, intermedia entre las ciudades con voto. Otro factor favorable era la presencia de una fortaleza regia relativamente importante (el Alcázar de Madrid) y la inexistencia de instancias eclesiásticas o nobiliarias locales de gran poder (no había obispado –pertenecía al obispado de Toledo– ni presencia de "grandes" –los más cercanos eran los Mendoza de Guadalajara y Manzanares el Real–). Las reuniones de Cortes en Madrid fueron frecuentes desde el siglo XIV, convirtiéndose en una práctica constante en la Edad Moderna.
Con la llegada de la dinastía Borbón en 1700, las Cortes dejaron de convocarse de forma separada por reinos (a excepción de las de Navarra) y se convocaron Cortes Generales del Reino, es decir del "reino de España", como empezaba a ser cada vez más frecuente denominar a una entidad política ya muy centralizada administrativamente y compactada territorialmente (la expresión "Monarquía Hispánica" es un término de uso historiográfico).
Con el Régimen Liberal las reuniones de Cortes, a excepción del periodo de Cádiz, siempre se celebraron en Madrid.

## Edad Media
- Cortes de Madrid de 1309, las primeras celebradas en la ciudad, convocadas por Fernando IV, donde se demandaban subsidios para poder hacer la guerra contra el Reino de Granada.
- Cortes de Madrid de 1329. Con motivo de la guerra que Alfonso XI de Castilla se veía obligado a sostener contra los sarracenos y aquejado de discordias civiles que devoraban las ciudades de su Reino, convocó Cortes Generales en Madrid en 1329 y se establecieron algunas notables leyes. De estas Cortes dice el Padre Mariana:

Se establecieron algunas notables Leyes; que en la Casa Real ninguno tuviese más de un oficio; que sin llamar Cortes no se impusiesen nuevos pechos; que no se diesen beneficios a los extranjeros. A costa de sangre y sacrificios conquistaban la representación las gentes de esos pueblos que hasta entonces se les había negado en la nación y echaban los cimientos al derecho político, porque los pueblos si ofrecían por tanto dinero para la guerra, tanto con mayor voluntad que los moros por el mismo tiempo se apoderaron de la Villa de Priego, que estaba a raya de los dos reinos y era de la orden de Calatrava. Sabían por tanto defender los hombres de esa época los derechos que adquirían con dignidad, valor y energía.
- Cortes de Madrid de 1339.

- Cortes de Madrid de 1390 y Cortes de Madrid de 1393. En los años 1390 y 1393 se convocaron Cortes en Madrid principalmente por la minoría de edad de Enrique III de Castilla, a la muerte de Juan I. Los grandes del Reino, presididos por el arzobispo Pedro Tenorio, acordaron poner al rey bajo la tutela de un regente y convocar Cortes en Madrid, que fueron presididas por el arzobispo Tenorio. Se celebraron en la iglesia de San Salvador. Se nombró un Consejo compuesto de tres magnates, dos arzobispos, dos maestres de las Órdenes Militares y cinco procuradores de las ciudades; que debía entender en el gobierno del Estado y en la tutela del monarca. Tomaron, entre otras las siguientes determinaciones: bajar y reducir a su valor intrínseco la moneda; despachar jueces para castigar a los más culpables de los incendios de las casas y violaciones de las hijas de los judíos que vivían en Sevilla, a petición de estos mismos judíos que acudieron a estas cortes, pero que más que calmar los ánimos, los incrementó al año siguiente en Burgos, Valencia, Toledo y Córdoba con actos de barbarie contra los judíos; se concedió a la Villa de Madrid su petición que consistía que se revelasen del pleito homenaje que había prestado al rey León de Armenia.

- Cortes de Madrid de 1419. Se convocaron por los miembros del Consejo Real de Castilla, quienes ostentaban el poder en Castilla durante la minoría de Juan II de Castilla, después de la muerte de los regentes nombrados por su padre Enrique III de Castilla en su testamento (Fernando de Antequera y Catalina de Lancáster). Hasta ese momento Sancho de Rojas había ostentado el poder dirigiendo el Consejo pero habían surgido diversos bandos en torno a los infantes de Aragón que le obligaron a convocar las Cortes y otorgar la mayoría de edad al rey, con solo catorce años.

- Cortes de Madrid de 1435. De los años 1433 a 1435 las Cortes reunidas se dirigieron al arreglo de la magistratura, cuyos derechos no eran aún reconocidos contradichos por las revueltas de la época. Juan II dio a los jueces mayores garantías, estableciendo reglas por las que obligaba a dar sus fallos con imparcialidad, conminando con las mayores penas á los que faltasen a aquellas disposiciones. Al mismo tiempo fijaba otras reglas para los corregidores, prescribiendo los casos en que podrían poner su residencia en pueblos, villas y ciudades.

- Cortes de Madrid de 1462

## Edad Moderna

### Reyes Católicos
- Cortes de Madrid-Alcalá de Henares de 1503, prórroga de las de Toledo de 1502, en las que todas las ciudades enviaron a los mismos procuradores.

- Cortes de Madrid de 1510, las primeras celebradas por Fernando el Católico como regente de Castilla, juraron como heredero a Carlos de Habsburgo (el hijo de Juana la Loca y Felipe el Hermoso, futuro Carlos I de España y emperador Carlos V).[3]

### Austrias
- Cortes de Madrid de 1517, celebradas ante el nuevo rey tras la resistencia a convocar Cortes por el cardenal Cisneros, regente de Castilla tras la muerte de Fernando el Católico. Se expidieron nuevas leyes interesantes al arzobispo para reorganizar a la monarquía en España. Puso a los pecheros á cubierto de demasías de los magnates. Se dio mayor fuerza a los Tribunales de Justicia.

- Cortes de Madrid de 1534, presididas en ausencia de Carlos V por el cardenal Juan Tavera, para poner enmienda en varios puntos relativos al orden eclesiástico, civil y judicial: Arreglar y dar forma a los Tribunales; señalar las atribuciones de los Corregidores; fijar la cantidad de las dotes y donaciones de padres a hijas y de esposos a esposas; revisar y mejorar algunas otras leyes. Pero la disposición más importante, aquella cuya necesidad era conocida de todos, fue andar que no pudieran reunirse por casamiento dos mayorazgos de dos cuentos ó más de renta al año. Esta determinación que amalganaba a los magnates que no contaban con tan pingüe fortuna, envolvía miras de alta consideración y esencialmente políticas para una nivelación de todos los derechos.

- Cortes de Madrid de 1555, ya con Felipe II de rey, pero ausente de España.

La elección de Madrid como sede permanente de la corte regia se produjo en 1561. A partir de entonces la convocatoria de Cortes de Castilla en otras localidades, sin ser excepcional, fue menos frecuente, a excepción de las convocadas en Valladolid, o las Cortes de Córdoba de 1570.
- Cortes de Madrid de 1563[5]

- Cortes de Madrid de 1570-1571. No aparece en la lista de "Contenidos" de las Actas de las Cortes de Castilla / publicadas por acuerdo del Congreso de Diputados, a propuesta de su Comisión de Gobierno Interior. La identificación de las reuniones de Cortes convocadas y celebradas a partir del reinado de Felipe II, muchas de las cuales se mantuvieron más de un año, es dificultosa, o al menos es objeto de discrepancia entre distintas fuentes. Véase el listado y las fuentes citadas en las secciones correspondientes del artículo Cortes de Castilla.

- Cortes de Madrid de 1576, presentaron una resistencia extraordinaria para modificar el encabezamiento de las alcabalas.[6]

- Cortes de Madrid de 1588

- Cortes de Madrid de 1593

- Cortes de Madrid de 1615

- Cortes de Madrid de 1621. Felipe IV, hijo de Felipe III, heredó el trono. Este príncipe confesaba un odio impacable a Rodrigo Calderón, marqués de siete Iglesias, favorito del Duque de Lerma, penúltimo valido del rey difunto, que ya estaba caído en desgracia, puesto que el último valido de Felipe III (el duque de Uceda, hijo, pero rival del de Lerma), le había puesto en prisión (no así al de Lerma, que para no morir ahorcado se vistió de colorado, es decir, se había hecho nombrar cardenal). Se dice que al oír las campanas que sonaban a muerto por Felipe III, Rodirgo Calderón perdió toda esperanza de perdón y dijo el rey es muerto, yo soy muerto también. Felipe IV, ansioso de vengarse de los ultrajes de este ministro, convocó Cortes y sometió a su aprobación un proyecto de ley por el cual se obligaba a los ministros a que diesen cuenta del estado de sus haciendas, al tiempo de encargarse de su gobierno. Con esto pretendió el rey hacer patente el injusto enriquecimiento de los bienes del Marqués de Siete Iglesias. A esta rara circunstancia parece que es debido el dogma político de la responsabilidad ministerial, principio consignado en todas las constituciones, aunque en verdad irrealizable en la práctica. Acusado el Marqués de sus dilapidaciones, fue degollado públicamente en la Plaza de Madrid el 21 de octubre.

- Cortes de Madrid de 1646. Se reunieron Cortes para poner fin al lastimoso estado en que se hallaban las rentas públicas con las numerosas medidas propuestas pero sin llegar a dictarse sobre este punto una ley estable y duradera, consiguiéndose solo poner un remedio momentáneo a los apuros que en verdad no eran pocos, a causa de la guerra que España se veía obligada a sostener en Flandes e Italia, cuya lucha absorbía todos los Tesoros.

- Cortes de Madrid de 1657. Con el fin de cortar el contrabando y el abuso de introducción en las mercaderías extranjeras, el rey Felipe IV de acuerdo con el Consejo y las Cortes que tenía convocada en Madrid publicó nuevas ordenanzas imponiendo graves catigos a los infractores y se conminaba con la infamia a los perpretadores. También destaca la ley que se promulgó para reformar los trajes de la sociedad, recordando las famosas leyes suntuarias de los romanos. Las prohibicones establecidas por las leyes de estas cortes recayeron principalmente sobre toda clase de brujería; telas de oro y brocado; Plata hilada; Guarniciones de acero; Vidrio; Perlas; Aljófar; Piedras finas o falsas. Solo se permitió el uso de botones de oro o plata de martillo. A eclesiásticos y militares si se les otorgó la utilización de toda clase de adornos y alhajas.

- Cortes de Madrid de 1660[7]

En septiembre de 1665, Mariana de Austria, reina viuda de Felipe IV, dejó sin efecto la convocatoria de Cortes hecha por su difunto marido semanas antes (para jurar al príncipe heredero y para otras cosas y negocios de importancia). Durante el reinado de Carlos II de España las Cortes no se convocaron ni una sola vez. En la Real Cédula de suspensión de la convocatoria, se indicaba que ya no eran necesarias, puesto que al haberse proclamado ya el nuevo rey, carecía de sentido jurarle como heredero; mandando únicamente alzar pendones en todas las ciudades como reconocimiento a Carlos II (fue así el único rey de la dinastía en no haber sido reconocido ni jurado por las Cortes de Castilla). En cuanto al sistema de impuestos, la renovación de los servicios cada seis años correspondió a las ciudades individualmente, lo que no dejaba de responder a una antigua reivindicación de éstas (otorgaba a sus órganos instituconales de un control mayor, no dependiente del voto de sus procuradores), que solo habían disfrutado en algunas ocasiones anteriores. Formalmente no se establecieron nuevos impuestos, sino "donativos", que al ser teóricamente voluntarios, no necesitaban aprobación de Cortes.

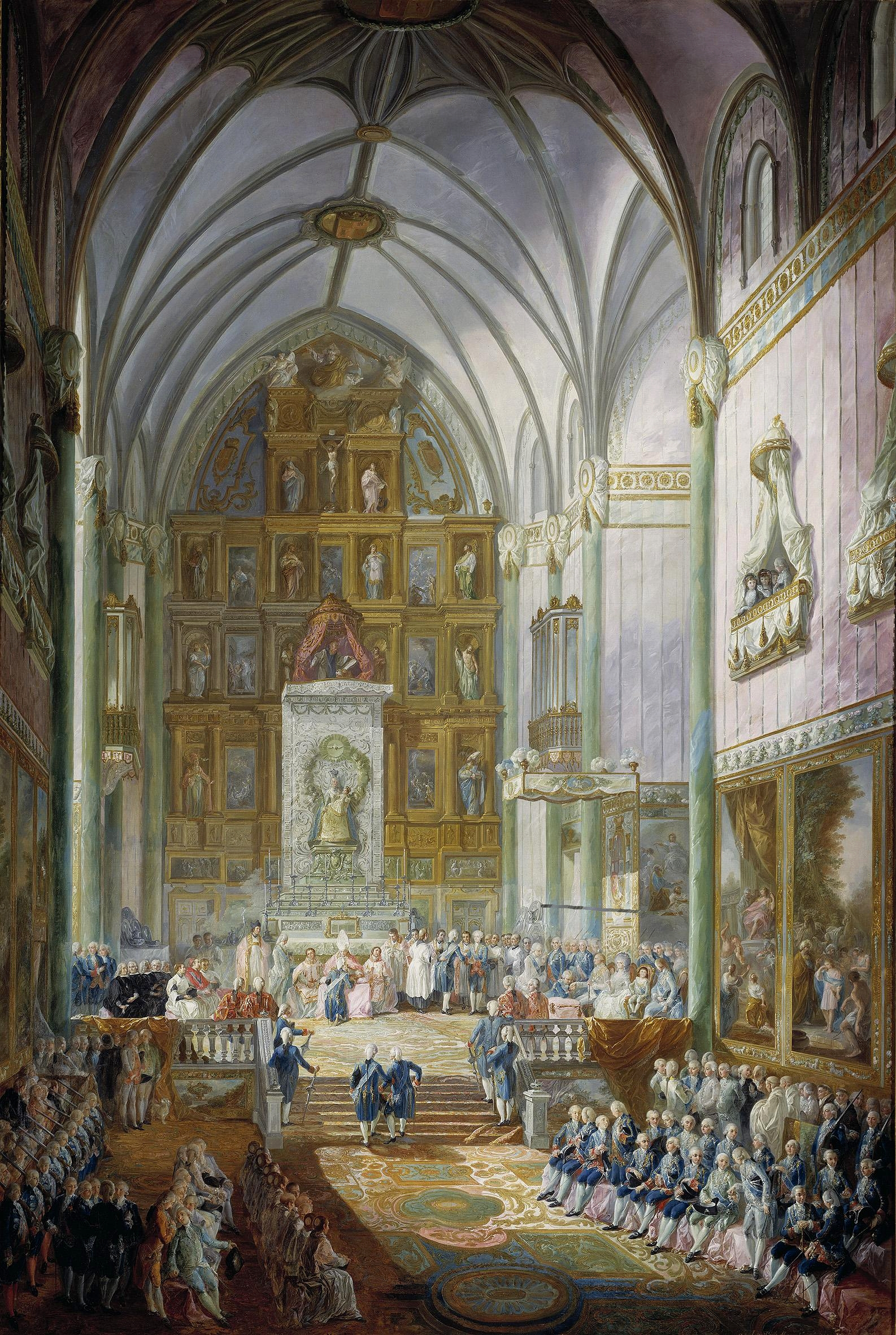
Las Cortes, reunidas en la Iglesia del Monasterio de San Jerónimo el Real, Madrid, en 1789, juran su reconocimiento al príncipe de Asturias, futuro Fernando VII. Cuadro de Luis Paret y Alcázar, 1791.

### Borbones
Felipe V inició la dinastía Borbón con la Guerra de Sucesión Española, que en España es una guerra civil entre austracistas y borbónicos. Los austracistas eran mayoritarios en la Corona de Aragón, y su derrota permitió imponer el absolutismo borbónico que pretendía centralizar las instituciones de los distintos reinos peninsulares en las castellanas (Decretos de Nueva Planta). Se convocaron por primera vez Cortes en Madrid a las que no solo debían asistir los procuradores de las ciudades castellanas, sino también representantes de ciudades aragonesas, valencianas, catalanas y mallorquinas, por lo que se denominaron Cortes Generales del Reino. Entre 1709 y 1789 se convocaron en cinco ocasiones Cortes Generales (de todos los reinos de la Monarquía a excepción del de Navarra), cuyas reuniones tenían lugar en Madrid:
- Cortes de Madrid de 1709, a las que por primera vez se convoca a ciudades de los reinos de Aragón y de Valencia junto con las de Castilla. Prestaron juramento de fidelidad al primogénito de Felipe V (futuro Luis I).[10]

- Cortes de Madrid de 1713. Se aprobó, con la forma de Auto Acordado,[11] la recepción en España de la Ley Sálica, la tradicional de la monarquía francesa. Entre otras cosas, la Ley Sálica alteraba el derecho sucesorio tradicional, al impedir la sucesión de las mujeres en el trono (nulla portio fæminis); aunque la cuestión no dejó de ser un supuesto teórico que en realidad no se resolvió hasta las guerras carlistas. Se recibieron distintas "súplicas" de los procuradores, como la racionalización de los impuestos (a sugerencia de los valencianos, se estableció al año siguiente el Equivalente).[12]

- Cortes de Madrid de 1724, para jurar como heredero al príncipe Fernando (futuro Fernando VI).[13]

- Cortes de Madrid de 1760, la única reunión de Cortes durante el reinado de Carlos III, fue calificada de "fugaz".[14]

- Cortes de Madrid de 1789. Carlos IV fue el primer monarca que convocó Cortes Generales para jurar por príncipe de Asturias al heredero de la Corona. Lo hizo para la jura su hijo Fernando (el futuro Fernando VII). Se aprovechó la ocasión para derogar la Ley Sálica; argumentando que tal cosa restituía a su antigua fuerza y vigor las veneradas leyes que habían colocado en el Trono de Castilla a Isabel la Católica.

## Edad Contemporánea

### Sesiones madrileñas de las Cortes de Cádiz
En 1814 se trasladaron a Madrid las Cortes de Cádiz, un verdadero parlamento nacional, que no respondía a los criterios estamentales de las Cortes del Antiguo Régimen, sino que representaban la soberanía nacional, ejerciendo de hecho todo el poder, dado que Fernando VII continuaba retenido en Francia por Napoleón (hasta el 22 de marzo).
Como sede para reunirse en la ciudad de Madrid escogieron la antigua iglesia del Colegio de doña María de Aragón de los agustinos calzados, parte del complejo del Real Monasterio de la Encarnación.

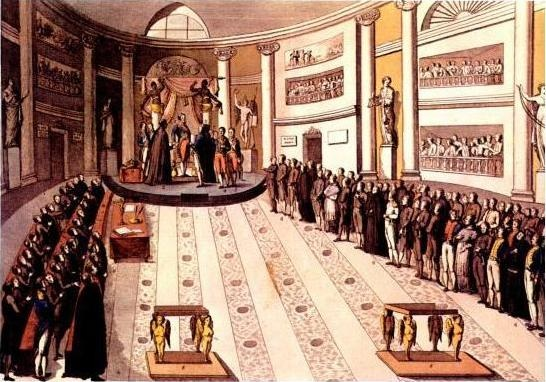
Fernando VII jura la Constitución de Cádiz ante las Cortes del Trienio reunidas en el Colegio de María de Aragón, Madrid, 1820.

### Las Cortes del Trienio Liberal
Después que el pronunciamiento de Riego (1 de enero de 1820) pusiera fin al primer periodo absolutista de Fernando VII, que al poco de volver a España había disuelto las Cortes y declarado nula y sin efecto la legislación gaditana (4 de mayo de 1814), las nuevas Cortes del Trienio Liberal se reunieron en Madrid, en el mismo edificio del Colegio de doña María de Aragón, entre los años 1820 y 1823. Hubo dos convocatorias (1820 y 1822) en las que se eligieron los diputados con los criterios de la Constitución de 1812 (sufragio universal masculino indirecto). Dada la desconfianza entre rey y Cortes, estas ejercían el poder en la práctica, sin tener en cuenta las competencias ejecutivas del monarca, al que las potencias extranjeras consideraban prisionero (como había ocurrido en la Revolución francesa con Luis XVI). Se sometió a deliberación de las Cortes el asunto de las notas diplomáticas emitidas; al ser rechazadas tanto por el Congreso como el Gobierno, dieron motivo a las potencias de la Santa Alianza para intervenir en defensa del absolutismo regio y encargar a Francia la invasión de España con los Cien Mil Hijos de San Luis. Las Cortes salieron de Madrid el 23 de mayo de 1823, retirándose primero a Sevilla y luego a Cádiz, obligando al rey a acompañarlas; hasta que quedó evidente la derrota militar (batalla de Trocadero), y con ella su disolución y la vuelta al poder de Fernando VII como rey absoluto (23 de septiembre de 1823) durante los diez años siguientes (Década Ominosa).

### Las últimas Cortes del Antiguo Régimen
Las Cortes de Madrid de 1833 fueron las últimas convocadas con los criterios propios del Antiguo Régimen. Apelando a la antigua usanza y leyes de Castilla, convocó Fernando VII Cortes para que jurasen como princesa de Asturias a su hija Isabel (la futura Isabel II de España). Reunidas en el Real Monasterio de San Jerónimo prestaron el juramento. En el contexto del final de su reinado, cuando se estaba produciendo la aproximación entre los elementos más moderados de los absolutistas y de los liberales, se vio en esta convocatoria un síntoma de apertura política, que se confirmó en el periodo siguiente.

### Las Cortes del periodo isabelino
Las Cortes de Madrid de 1834, bajo la regencia de María Cristina, se convocaron mediante un Estatuto Real para la convocación de las Cortes generales del Reino, un texto cuasi-constitucional (del tipo carta otorgada) bajo cuyas condiciones se inició la vida parlamentaria del reinado de Isabel II, en medio de la primera guerra carlista.
Hubo convocatorias de Cortes en 1835 y 1836. Dado el nuevo contexto institucional, que impone la convocatoria de las Cortes en la capital del reino, no se denominan ya "Cortes de Madrid" en ningún texto.
Para los periodos siguientes, véase Parlamentarismo español